# Thiệu Vân
Thiệu Vân là một xã thuộc thành phố Thanh Hóa, tỉnh Thanh Hóa, Việt Nam.

## Địa lý
Xã Thiệu Vân nằm ở phía tây bắc thành phố Thanh Hóa, có vị trí địa lý: 
- Phía đông giáp phường Thiệu Dương
- Phía tây giáp huyện Thiệu Hóa
- Phía nam giáp huyện Thiệu Hóa và phường Đông Cương
- Phía bắc giáp phường Thiệu Khánh.

Xã Thiệu Vân có diện tích 3,70 km², dân số năm 1999 là 5.861 người, mật độ dân số đạt 1.584 người/km².

## Lịch sử
Thời Lê, vùng đất xã Thiệu Vân ngày nay thuộc tổng Đại Bối, huyện Đông Sơn, phủ Thiệu Thiên. Đến triều Gia Long, phủ Thiệu Thiên được đổi làm phủ Thiệu Hóa.
Năm 1900, hai tổng Vận Quy và Đại Bối của huyện Đông Sơn được chuyển vào huyện Thuỵ Nguyên, cùng phủ Thiệu Hóa.
Sau Cách mạng Tháng Tám, huyện Thiệu Hóa được thành lập, xã Thiệu Vân thuộc huyện Thiệu Hóa.
Năm 1977, cùng với các xã hữu ngạn sông Chu thuộc huyện Thiệu Hóa, xã Thiệu Vân được sáp nhập với huyện Đông Sơn thành huyện Đông Thiệu. Năm 1982 huyện Đông Thiệu đổi lại là huyện Đông Sơn, xã Thiệu Vân thuộc huyện Đông Sơn.
Năm 1996, xã Thiệu Vân trở lại huyện Thiệu Hóa mới tái lập.
Ngày 29 tháng 2 năm 2012, xã Thiệu Vân được chuyển từ huyện Thiệu Hóa về thành phố Thanh Hóa.

### Phân chia hành chính
Xã Thiệu Vân gồm các làng:
- Vân Tập: từ đầu thế kỉ 19 đến trước năm 1945 là Vân Liễu, thuộc tổng Đại Bối.
- Cổ Ninh: đầu thế kỉ 19 là trang Cổ Ninh;
- Đại Lý: tên gọi từ đầu thế kỉ 19;
- Hiền Lâm: từ đầu thế kỉ 19 đến trước năm 1945 là thôn Phúc Lâm và thôn Chuyên thuộc tổng Đại Bối. Sau năm 1945 sáp nhập thành làng Hiền Lâm;
- Phúc Hòa: trước đây là làng Cầu Cài;
- Xóm 8 Đồng Me: mới thành lập.

## Văn hóa

### Di chỉ khảo cổ học
Di chỉ Cồn Chân Tiên
Di chỉ Cồn Chân Tiên tại thôn Đại Lý, xã Thiệu Vân, huyện Thiệu Hoá, tỉnh Thanh Hoá. Phát hiện 1981. Có 1 tầng văn hoá độ sâu nhất trong 3 hố đào là 0,70m. Hiện vật thu được: đồ đá gồm rìu mài 45 chiếc, phác vật rìu 133 chiếc và 443 mảnh tước. Đồ gốm gồm các loại nồi, nồi đựng có chân, hòn kê (chân giò), chân gốm, loại hình ống như chân mâm bồng, bàn xoa gốm. Các đồ án và văn trang trí trên gốm khá đa dạng. Thuộc văn hoá khảo cổ học Phùng Nguyên.
Di chỉ Cồn Dà
Di chỉ khảo cổ học được phát hiện năm 1973, trên doi đất cao giữa cánh đồng thôn Cổ Bi, xã Thiệu Vân, huyện Thiệu Hoá, tỉnh Thanh Hoá. Tầng văn hoá 0,60 m đến 0,80 m. Tìm thấy nhiều đồ đồng; thuộc văn hoá khảo cổ học Đông Sơn.

### Di tích
- Đình Vân Tập thờ Đức Thánh Cả lập làng.[3]
- Đền Hiền lâm thờ Thần Thiên Cương. Di tích lịch sử VH cấp Tỉnh. Nhưng hiện nay thờ cả phật,  ngoài ra còn thờ gì đó không rõ danh tính.  Đề nghị các cấp có thẩm quyền vào Cuộc để chấn chỉnh.
- Nghè Vân Tập thờ Cao Sơn và Thánh mẫu.[3]
- Đền Cổ Ninh: Di tích lịch sử văn hoá cấp tỉnh[5].
- Chùa báo ân làng Đại Lý: Di tích lịch sử văn hoá cấp tỉnh.